# Lipińskie Małe
Lipińskie Małe (deutsch Lipinsken (Ksp. Ostrokollen), 1935 bis 1945 Lindenfließ) ist ein Dorf in der polnischen Woiwodschaft Ermland-Masuren, das zur Landgemeinde Prostki (Prostken) im Powiat Ełcki (Kreis Lyck) gehört.

## Geographische Lage
Lipińskie Małe liegt am Flüsschen Lyck (polnisch Ełk) im südlichen Osten der Woiwodschaft Ermland-Masuren, zehn Kilometer südöstlich der Kreisstadt Ełk (Lyck).

## Geschichte
Im Jahre 1483 wurde Lipinsken gegründet und bestand aus mehreren kleinen Höfen und Gehöften. Nach 1785 schrieb sich der Ortsname Liepiensken, und nach 1818 erhielt er – zur Unterscheidung von dem gleichnamigen Dorf Lipinsken im Kirchspiel Klaussen innerhalb des Kreises Lyck – den Zusatz „Kirchspiel Ostrokollen“.
Von 1874 bis 1945 war das Dorf in den Amtsbezirk Ostrokollen (1938 bis 1945 Scharfenrade, polnisch Ostrykół) eingegliedert, der zum Kreis Lyck im Regierungsbezirk Gumbinnen (ab 1905: Regierungsbezirk Allenstein) in der preußischen Provinz Ostpreußen gehörte.
Im Jahre 1910 verzeichnete Lipinsken 133 Einwohner. Ihre Zahl sank leicht bis 1933 auf 126.
Aufgrund der Bestimmungen des Versailler Vertrags stimmte die Bevölkerung im Abstimmungsgebiet Allenstein, zu dem Lipinsken gehörte, am 11. Juli 1920 über die weitere staatliche Zugehörigkeit zu Ostpreußen (und damit zu Deutschland) oder den Anschluss an Polen ab. In Lipinsken stimmten 80 Einwohner für den Verbleib bei Ostpreußen, auf Polen entfiel keine Stimme.
Am 15. Oktober 1935 wurde das Dorf aus politisch-ideologischen Gründen in „Lindenfließ“ umbenannt. Die Einwohnerzahl belief sich 1939 auf noch 102.
In Kriegsfolge kam der Ort 1945 mit dem gesamten südlichen Ostpreußen zu Polen und erhielt die polnische Namensform „Lipińskie Małe“. Heute ist er Sitz eines Schulzenamtes (polnisch Sołectwo) und somit eine Ortschaft im Verbund der Gmina Prostki im Powiat Ełcki, bis 1998 der Woiwodschaft Suwałki, seither der Woiwodschaft Ermland-Masuren zugeordnet.

## Religionen
Bis 1945 war Lipinsken in die evangelische Kirche Ostrokollen (1938 bis 1945 Scharfenrade, polnisch Ostrykół) in der Kirchenprovinz Ostpreußen der Kirche der Altpreußischen Union sowie in die römisch-katholische Kirche St. Adalbert in Lyck (polnisch Ełk) im Bistum Ermland eingepfarrt.
Heute gehört Lipińskie Małe zur Kreuzerhöhungskirche in Ostrykół innerhalb der Pfarrei Prostki im Bistum Ełk der Römisch-katholischen Kirche in Polen. Die evangelischen Einwohner halten sich zur Kirchengemeinde in der Kreisstadt Ełk, einer Filialgemeinde der Pfarrei in Pisz (Johannisburg) in der Diözese Masuren der Evangelisch-Augsburgischen Kirche in Polen.

## Verkehr
Lipińskie Małe liegt östlich der polnischen Landesstraße 65 (einstige deutsche Reichsstraße 132) und ist sowohl von Prostki (Prostken) als auch von Niedźwiedzkie (Niedzwetzken, 1936 bis 1945 Wiesengrund) aus über die Nebenstraße 1870N zu erreichen.
Seit 1871 ist das Dorf Bahnstation an der Bahnstrecke Głomno–Białystok, die heute nur noch zwischen Korsze und Białystok befahren wird, vor 1945 sogar zwischen Königsberg (Preußen) und dem heute in Belarus gelegenen Brest verlief.